# Blondie Hits the Jackpot
Blondie Hits the Jackpot ist eine US-amerikanische Filmkomödie in Schwarz-weiß aus dem Jahr 1949. Regie führte Edward Bernds, das Drehbuch schrieb Jack Henley nach den Comics von Chic Young. Die Hauptrollen spielten Penny Singleton und Arthur Lake. Blondie Hits the Jackpot ist der sechsundzwanzigste Blondie-Film.

## Handlung
Als Dagwood Bumstead eines Morgens verspätet ins Büro kommt, ist sein Chef, George Radcliffe, gerade in einem Gespräch mit J. B. Hutchins. Es geht um einen Auftrag zum Bau von dessen neuer Fabrik. Das Treffen ist erfolgreich, doch hat Hutchins noch eine Bitte: Er plant eine Geburtstagsfeier für seine dann 14 Jahre alte Tochter Louise und sucht noch einen Jungen, der als Louises Date an der Feier teilnehmen soll. Radcliffe bietet dazu Dagwoods Sohn Alexander an. Der bekommt einen neuen Anzug dafür. Dadurch erfährt Blondie, Dagwoods Frau und Alexanders Mutter, von der Sache und drängt nun Dagwood noch mehr als zuvor, Alexander aufzuklären. Da sich Louise über Alexanders Tanzfertigkeit lustig macht, tanzt der bald mit einem anderen Mädchen. Louise ist darüber so sehr verärgert, dass sie sich bei ihrem Vater beschwert. Der weiß aber selbst, dass seine Tochter verzogen ist, und ermuntert Alexander, sich gegen ein derartiges Verhalten von Louise zu wehren. Dazu demonstriert er ihm drohende Haltungen. Dagwood, den Blondie wegen des Aufklärungsgesprächs hinterhergeschickt hat, missinterpretiert dies als Bedrohung Alexanders. Er greift Hutchins, den er für einen Bediensteten hält, an und stößt ihn in einen Swimmingpool. Als Dagwood am nächsten Morgen ins Büro kommt, ist Hutchins bereits da. Er will den Auftrag weiterhin an die Firma vergeben, fordert aber, dass Dagwood gefeuert wird, was auch umgehend geschieht.
In der Folge sucht Dagwood vergeblich nach einem neuen Job. Alexander arbeitet nun als Zeitungsjunge und trifft so erneut auf Louise. Dabei wird klar, dass sie die treibende Kraft hinter Dagwoods Kündigung war. Alexander reagiert verärgert, und so beschließt sie, die Familie weiter zu strafen. Dazu überredet sie ihren Vater, Dagwood einen Job auf seiner Baustelle zu geben. Den dortigen Bauleiter Brophy fordert sie auf, Dagwood extra schwer schuften zu lassen. Wie sich schnell herausstellt, ist Dagwood dabei völlig überfordert. Als er sich von den Folgen eines seiner Fehler erholt, erfährt er zufällig, dass Brophy und dessen Angestellter Gus minderwertige, teilweise sogar defekte Träger einbauen. Sofort teilt er das Blondie telefonisch mit und bittet sie, Hutchins zu alarmieren. Brophy bekommt das mit und jagt zusammen mit Gus Dagwood, um ihn zum Schweigen zu bringen. Blondie eilt inzwischen zu Hutchins und kann ihn schnell davon überzeugen, mit ihr zur Baustelle zu fahren. Dort schlägt sie Brophy und Gus, die Dagwood gerade erwischt hatten, mit einem Holzstock nieder. So kann die bereits anwesende Polizei die beiden festnehmen.
Bald danach sucht Louise die Bumsteads auf, gibt ihre Handlungen zu und bittet um Entschuldigung. Außerdem teilt sie der Familie mit, dass ihr Vater den Vertrag mit der Firma von Brophy aufgelöst hat und stattdessen Radcliffes Firma mit dem Bau beauftragt habe. Dies unter der Bedingung, dass Dagwood wieder eingestellt wird und die Bauleitung übernehmen soll. Als etwas später auch Radcliffe bei den Bumsteads eintrifft und Dagwood seinen alten Job für das gleiche Gehalt anbietet, kann Blondie ihn mit Hinweis auf die immer noch anwesende Louise dazu, das Gehalt deutlich zu erhöhen. Außerdem gewinnt sie einen Preis einer Radiosendung, sie muss dazu nur noch den Anruf annehmen. Der kommt aber nicht: Dagwood hatte vergessen, die Rechnung der Telefongesellschaft zu bezahlen.
Running Gag mit dem Briefträger
Der Briefträger ist in Urlaub und wird durch einen Kollegen ersetzt, der eigentlich professionell American Football spielt. Nachdem er das erste Mal von Dagwood umgerannt wird, ist er entsetzt, dass ihm das bei nur einem Mann passiert ist und hofft, dass sein Verein nichts davon erfährt. Beim nächsten Mal trifft er mit Helm auf Dagwood und erwartet ihn in Verteidigungshaltung. Doch auch das hilft nicht.

## Hintergrund
Blondie Hits the Jackpot ist der letzte Film der Reihe, in dem Jerome Cowan den Chef von Dagwood spielt.
Der Stuntman David Sharpe hatte im Film die Rolle des Luke, doubelte aber auch Arthur Lake. Außerdem durfte er zwei Stunts mit Zigarre im Mund drehen. Er war dafür bekannt, dies bei Übungsstunts zu tun, um zu verhindern, dass die dabei entstandenen Szenen im Film verwendet werden.
Verantwortlicher Artdirector war Perry Smith. Für das Szenenbild war George Montgomery verantwortlich.
Blondie Hits the Jackpot wurde vom 6. bis zum 17. Dezember 1948 gedreht. In der Woche vom 8. September 1949 fand die Premiere in New York statt. Am 13. Oktober 1949 kam der Film in die US-amerikanischen Kinos. Der Film wurde von Columbia Pictures produziert und vertrieben. Über eine deutschsprachige Aufführung ist nichts bekannt.

## Kritiken
Mehrere Kritiken schreiben vom 27. Film der Serie, obwohl es tatsächlich der 26. war. Dabei wird betont, dass der Film fadenscheinig sei, alle üblichen Witze seien auch in diesem Film zu finden, obwohl sie abgestanden und verblasst seien. Es gebe nicht viel in dem Film, mit dem die Besetzung etwas anfangen könne. Sie haben sich, wenn auch nicht perfekt, an das übliche Schema angepasst, das nun ziemlich abgenutzt wirke. Sie können die Rollen im Schlaf spielen, was sichtbar sei. Alle Beteiligten mögen müde geworden sein, es sei keine gute Folge der Reihe. Die Kritik des Film Bulletin kann nur vermuten, dass es irgendwo einen Markt für diese Filme gebe.
Regisseur Edward Bernds habe sich sehr beim Slapstick von Charlie Chaplin und Buster Keaton bedient, was die meisten Lacher des Films bringe. Auch das Drehbuch wird kritisiert. Der Film leide an zu vielen Szenen, die einfach falsch wirken. Die Geschichte geschehe trotz der Figuren, sie werde nicht von ihnen angetrieben.
Die Autoren von Harrison’s Reports bewerten Blondie Hits the Jackpot etwas besser als den Durchschnitt der Reihe. Besonders amüsiert sind sie von den Geschehnissen um Alexanders Aufklärung. Andere halten den Film für mäßig lustig, finden aber genug witziges Material, damit er es wert sei, angesehen zu werden.